# Alf Holm
Alf Ottar Holm, född 8 oktober 1899 i Örebro församling, död 1 september 1960 i Strängnäs stadsförsamling, var en svensk tecknare och målare.
Han var son till riksbankskamreren Karl Holm och Hedvig Westrell. Han studerade konst vid Wilhelmsons målarskola och bedrev omfattande självstudier i teckning. Som tecknare kom han tidigt att medverka i Naggen, Nya Nisse och Exlex men övergick senare till Joker, Söndagsnisse-Strix och julpublikationen Lutfisken. Han medverkade i ett flertal samlingsutställningar, bland annat i Humor och satir som visades på Liljevalchs konsthall 1933, Humoristernas salong på Skånska konstmuseum, Åtta skämttecknare på Blå paletten i Stockholm och i utställningar arrangerade av Sveriges allmänna konstförening och Örebro läns konstförenings utställningar på Örebro läns museum. Förutom skämt- och satirteckningar består hans konst av stämningsbilder i mörka toner med en viss inspiration av Ivar Arosenius och skämtbilder utförda i gouache eller tempera. Alf Holm är begraven på Nikolai kyrkogård i Örebro.